# 夏季昌

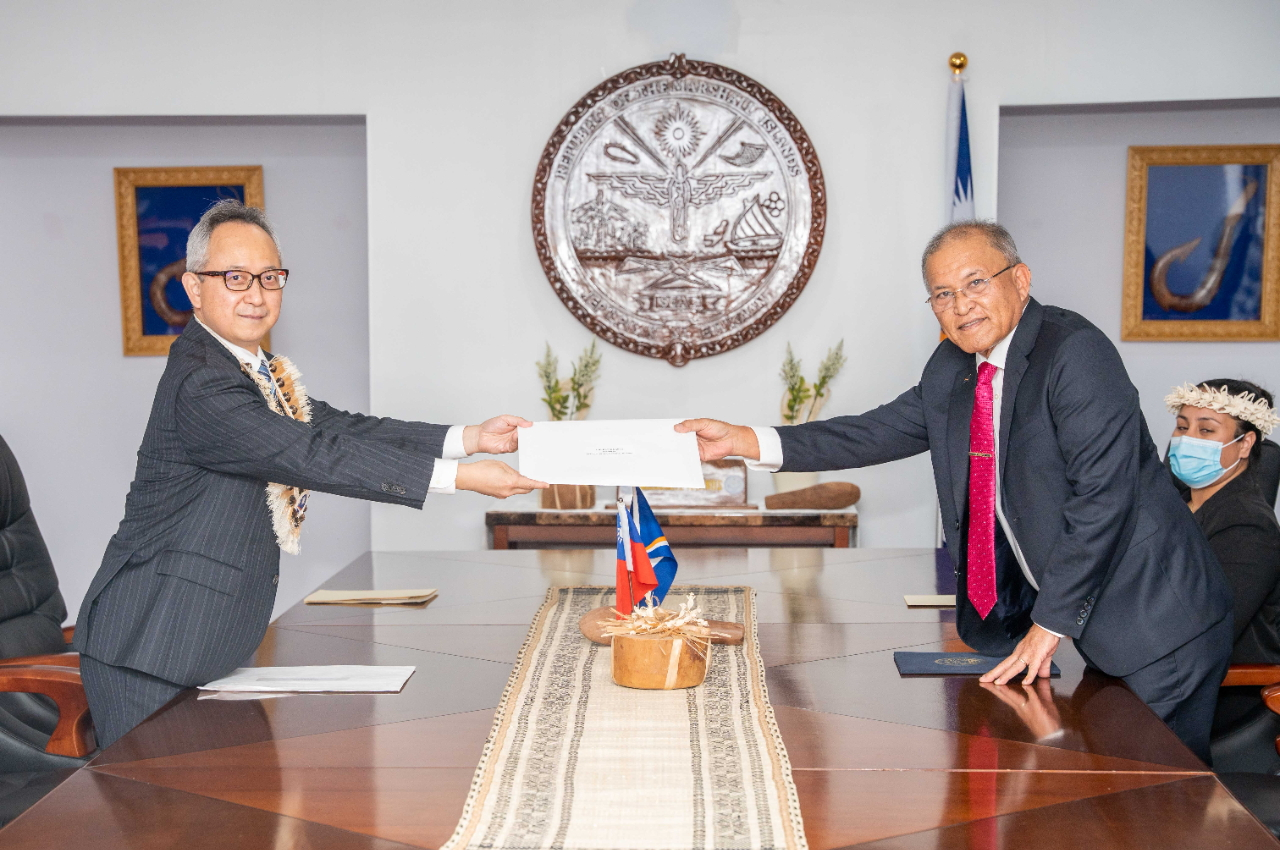
2022年10月12日，夏季昌向馬紹爾群島總統柯布亞呈遞到任国书。

夏季昌，中華民國外交官、政府官員。畢業於國立政治大學外交研究所碩士，在進入外交部之前擔任過記者，曾任駐美國臺北經濟文化代表處／駐荷蘭台北代表處秘書、外交部亞東太平洋司專門委員、外交部新聞文化司長／公眾外交協調會執行長兼外交部發言人、駐休士頓臺北經濟文化辦事處／駐洛杉磯臺北經濟文化辦事處總領事銜處長、臺灣美國事務委員會秘書長、外交部國會事務辦公室執行長等職務，現任駐馬紹爾群島大使。

## 職業生涯
2012年6月，外交部原先規劃夏季昌前往駐法國代表處任職，後因外交部新聞文化司長兼外交部發言人章計平擔任駐聖露西亞大使，於是外交部長楊進添指派夏季昌接任司長兼發言人。
2013年1月，有媒體報導駐洛杉磯辦事處長龔中誠「威脅」僑胞不能參加由中國大陸海峡两岸关系协会長陈云林舉辦的僑宴活動。對此，外交部發言人夏季昌表示，絕對沒有媒體所說的「威脅」情事，但維護中華民國的主權與尊嚴，本來就是駐外人員的職責，況且「中國大陸打壓是事實」，因此駐外館處會提醒僑胞「注意活動的政治敏感性」，避免「被中共統戰」。